# Мис Каменний
Мис Ка́менний (рос. Мыс Каменный) — село у складі Ямальського району Ямало-Ненецького автономного округу Тюменської області. Адміністративний центр Мис-Каменського сільського поселення.
Населення — 1653 особи (2010, 2265 у 2002).
Національний склад станом на 2002 рік: росіяни — 57 %.
Стара назва — Мис-Каменний.

## Клімат
Село знаходиться у зоні, котра характеризується континентальним субарктичним кліматом. Найтепліший місяць — серпень із середньою температурою 10 °C (50 °F). Найхолодніший місяць — лютий, із середньою температурою -25.6 °С (-14 °F).
| Клімат Миса Каменного   | Клімат Миса Каменного | Клімат Миса Каменного | Клімат Миса Каменного | Клімат Миса Каменного | Клімат Миса Каменного | Клімат Миса Каменного | Клімат Миса Каменного | Клімат Миса Каменного | Клімат Миса Каменного | Клімат Миса Каменного | Клімат Миса Каменного | Клімат Миса Каменного | Клімат Миса Каменного |
| Показник                | Січ.                  | Лют.                  | Бер.                  | Квіт.                 | Трав.                 | Черв.                 | Лип.                  | Серп.                 | Вер.                  | Жовт.                 | Лист.                 | Груд.                 | Рік                   |
| Абсолютний максимум, °C | −1                    | −2                    | 1                     | 2                     | 7                     | 16                    | 22                    | 23                    | 15                    | 7                     | 2                     | 0                     | 23                    |
| Середній максимум, °C   | −22                   | −22                   | −10                   | −10                   | −3                    | 3                     | 12                    | 12                    | 6                     | −3                    | −13                   | −19                   | −6                    |
| Середня температура, °C | −25                   | −25                   | −14                   | −12                   | −6                    | 1                     | 9                     | 9                     | 4                     | −5                    | −16                   | −21                   | −10                   |
| Середній мінімум, °C    | −28                   | −28                   | −25                   | −19                   | −10                   | −1                    | 6                     | 7                     | 2                     | −7                    | −19                   | −24                   | −12                   |
| Абсолютний мінімум, °C  | −47                   | −48                   | −47                   | −40                   | −30                   | −12                   | 0                     | −2                    | −6                    | −28                   | −37                   | −42                   | −48                   |
| Норма опадів, мм        | 40                    | 20                    | 20                    | 20                    | 20                    | 40                    | 50                    | 80                    | 70                    | 40                    | 30                    | 30                    | 520                   |
| Днів з дощем            | 14                    | 11                    | 11                    | 9                     | 11                    | 10                    | 9                     | 12                    | 15                    | 17                    | 12                    | 12                    | 148                   |
| Вологість повітря, %    | 76                    | 75                    | 78                    | 79                    | 85                    | 89                    | 86                    | 84                    | 87                    | 86                    | 82                    | 80                    | 82                    |
| ----------------------- | --------------------- | --------------------- | --------------------- | --------------------- | --------------------- | --------------------- | --------------------- | --------------------- | --------------------- | --------------------- | --------------------- | --------------------- | --------------------- |
| Джерело: Weatherbase    |                       |                       |                       |                       |                       |                       |                       |                       |                       |                       |                       |                       |                       |